# Kroksjön (Härlunda socken, Småland)
Kroksjön är en sjö i Älmhults kommun i Småland och ingår i Skräbeåns huvudavrinningsområde. Sjöns area är 0,4 kvadratkilometer och den är belägen 164,3 meter över havet. Vid provfiske har bland annat abborre, braxen, gädda och mört fångats i sjön.

## Fisk
Vid provfiske har följande fisk fångats i sjön:
- Abborre
- Braxen
- Gädda
- Mört
- Sutare